# Chainpur
Chainpur est une ville du Népal située dans la zone de Seti et chef-lieu du district de Bajhang. Au recensement de 2011, la ville comptait 6 642 habitants.